# Municipio de Lielvārde
El municipio de Lielvārdes (en Letón: Lielvārdes novads) es uno de los ciento diez municipios de Letonia, se encuentra localizado en el suroeste de dicho país báltico. Fue creado durante el año 2004 después de una reorganización territorial. La ciudad capital es la ciudad de Lielvārde.

## Ciudades y zonas rurales
- Jumpravas pagasts (zona rural)
- Lēdmanes pagasts (zona rural)
- Lielvārde (ciudad con zona rural)

## Población y territorio
Su población se encuentra compuesta por un total de 11.466 personas (2009). La superficie de este municipio abarca una extensión de territorio de unos 225,7 kilómetros cuadrados. La densidad poblacional es de 50,80 habitantes por cada kilómetro cuadrado.